# Ehsan Ghaem Maghami
Ehsan Ghaem Maghami (persisch احسان قائم مقامی; * 11. August 1982) ist ein iranischer Schachspieler und der erste iranische Schachgroßmeister.

## Leben
Ghaem Maghami siegte oder belegte vordere Plätze in mehreren Turnieren: 2. Platz beim Pripis Memorial (2000), 2. Platz beim Zonenturnier der Zone 3.1a in Teheran (2001), 2. Platz bei der 11. Meisterschaft Irans in Teheran (2001), 1. Platz beim Saipa Cup in Teheran (2003), 1. Platz beim Turnier auf der Insel Kisch (2003), 2. Platz beim Saipa Cup in Teheran (2004), 1. Platz beim Zonenturnier der Zone 3.1 in Beirut (2004), 3. Platz beim Turnier in Kisch (2005) und zweimal 1. Platz beim ZMD Open in Dresden (2007, 2008). Die iranische Einzelmeisterschaft gewann er bisher neunmal: 1998, 1999, 2001, 2003, 2005, 2007, 2008, 2010 und 2011. Für die iranische Nationalmannschaft spielte er seit 2000 immer auf dem ersten Brett bei den Schacholympiaden, ebenso bei der Mannschaftsweltmeisterschaft 2001, bei allen asiatischen Mannschaftsmeisterschaften seit 1999, bei den Schachwettbewerben der Asienspiele 2006 und 2010 und bei den Schachwettbewerben der Hallen-Asienspiele 2007 und 2009.
2009 spielte er in Teheran einen Wettkampf gegen Anatoli Karpow über vier Turnierpartien (+1 =2 −1), vier Schnellpartien (+2, -2) und zwölf Blitzpartien (+5 =3 −4). In diesem Match galt die Regel, dass jede Partie ausgespielt werden musste, also weder Aufgabe noch Remisangebote erlaubt waren. Im Februar 2011 spielte er in Teheran gegen 604 Gegner in 25 Stunden (+580, =16, -8) und stellte damit einen Rekord im Simultanschach auf. Im Oktober 2011 wurde er nach der 4. Runde vom Corsica Open in Ajaccio ausgeschlossen, weil er sich geweigert hatte, gegen den israelischen Spieler Ehud Shachar anzutreten. Im Januar 2016 weigerte er sich, beim Schachfestival Basel gegen die israelische Schachspielerin Yuliya Shvayger zu spielen.
Ghaem Maghami erhielt im Jahr 2000 den Titel Internationaler Meister, seit 2001 trägt er den Großmeister-Titel. Er war damit der erste iranische Schachspieler, der den Großmeister-Titel verliehen bekam. In der deutschen Schachbundesliga spielt er seit 2009 für den Hamburger SK, in der Schweizer Schachbundesliga spielte er in der Saison 2015/16 für den Meister SC Gonzen.
Ehsan Ghaem Maghami ist verheiratet mit der Internationalen Meisterin (WIM) Shayesteh Ghader Pour.